# Sofie Jaeken
Sofie Jaeken (Antwerpen, 2 mei 2005) is een Belgisch acro-gymnaste. 

## Levensloop
Op de Europese kampioenschappen van 2023 in het Bulgaarse Varna behaalde ze samen met Mirte Vercauteren en Lauren Verbrugghe goud op de 'allround', alsook op de onderdelen 'dynamiek' en 'balans'.